# Valentina Gottardi
Valentina Gottardi (Modena, 19 november 2002) is een Italiaans beachvolleyballer. Ze won een zilveren medaille bij de Europese kampioenschappen en nam eenmaal deel aan de Olympische Spelen.

## Carrière
Gottardi maakte in 2021 haar internationale beachvolleybaldebuut, toen ze met Aurora Matavelli deelnam aan het World Tour-toernooi van Cervia en met Marta Menegatti negende werd bij de Finals in Cagliari. Daarnaast deed ze dat jaar mee aan meerdere kampioenschappen voor junioren. Met Claudia Scampoli behaalde ze een negende plaats bij de EK onder 22 in Baden. Met Matavelli eindigde ze als vijfde bij de EK onder 20 in İzmir en bij de WK onder 19 in Phuket en met Margherita Tega werd ze negende bij de WK onder 21. Het seizoen daarop vormde ze tot 2024 een vast team met Menegatti. In de Beach Pro Tour – de opvolger van de World Tour – nam het duo deel aan acht toernooien. Ze behaalden daarbij tweede plaatsen bij de Future-toernooien van Madrid en Lecce en een bronzen medaille bij het Challenge-toernooi van Agadir. Bij de WK in eigen land eindigden Gottardi en Menegatti op een gedeelde vijfde plaats nadat ze de kwartfinale verloren hadden van het Canadese tweetal Sophie Bukovec en Brandie Wilkerson. Bij de EK in München was het Spaanse duo Daniela Álvarez en Tania Moreno in de kwartfinale te sterk.
In 2023 was het duo actief op negen toernooien in de Beach Pro Tour. Ze wonnen het Challenge-toernooi van Saquarema op de Brazilianen Tainá Silva en Victoria Lopes en eindigden als tweede bij het Challenge-toernooi van Edmonton achter Carol Solberg en Bárbara Seixas. Ze behaalden verder twee vierde plaatsen (Tepic en Parijs) en een vijfde plaats (Gstaad). Bij de EK eindigden Gottardi en Menegatti als vijfde, nadat ze in de kwartfinale opnieuw door Álvarez en Moreno werden uitgeschakeld. Ze sloten het jaar af met een negende plaats bij de WK in Tlaxcala, waar Mariafe Artacho del Solar en Taliqua Clancy uit Australië in de achtste finale te sterk waren. Het jaar daarop nam het duo deel aan zeven Elite16-toernooien. Ze kwamen daarbij tot twee vierde (Tepic en Hamburg) en drie vijfde plaatsen (Doha, Ostrava en Gstaad). Bij de Olympische Spelen bereikten ze de achtste finale waar ze werden uitgeschakeld door het Amerikaanse tweetal Sara Hughes en Kelly Cheng. In Nederland wonnen Gottardi en Menegatti zilver bij de EK, nadat de finale in twee sets verloren werd van de Duitsers Svenja Müller en Cinja Tillmann.
In het najaar van 2024 behaalde Gottardi met Reka Orsi Toth een vijfde plaats bij het Elite16-toernooi van Rio de Janeiro en een zevende plaats bij de Finals in Doha. In maart 2025 won ze met Scampoli het Challenge-toernooi van Yucatán en deed ze mee aan het Elite16-toernooi van Quintana Roo. Vervolgens bereikte ze met Orsi Toth bij drie Elite16-toernooien de kwartfinale (Saquarema, Brasilia en Ostrava).

## Palmares
Kampioenschappen
- 2022: 5e WK
- 2023: 9e WK
- 2024: 9e OS
- 2024:  EK

Beach Pro Tour
- 2022:  Madrid Future
- 2022:  Lecce Future
- 2022:  Agadir Challenge
- 2023:  Saquarema Challenge
- 2023:  Edmonton Challenge
- 2025:  Yucatán Challenge